# Laurentiuskirche (Scharenstetten)

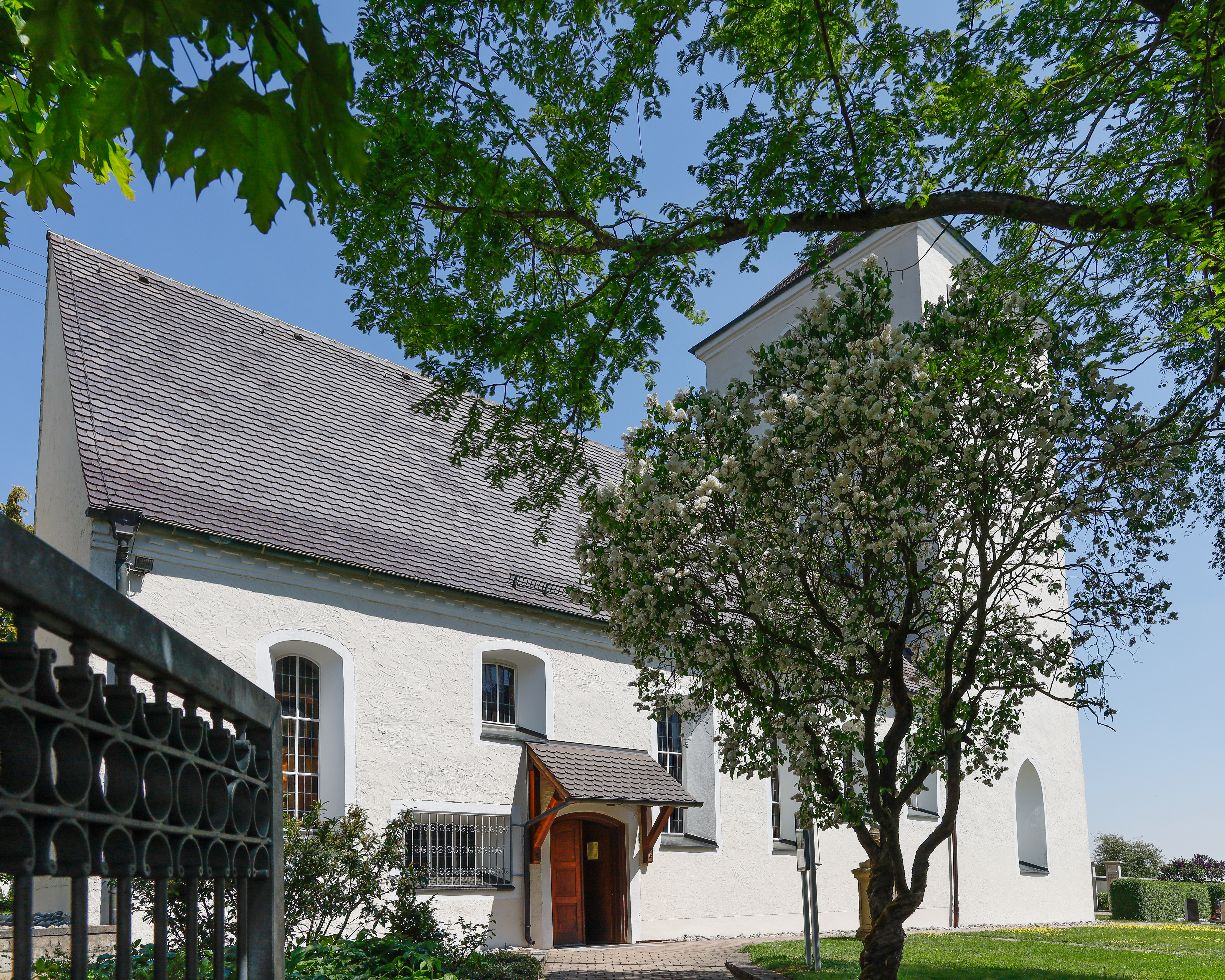
Laurentiuskirche in Scharenstetten

Die evangelische Laurentiuskirche steht in Scharenstetten, einem Ortsteil der Gemeinde Dornstadt im Alb-Donau-Kreis in Baden-Württemberg. Die Kirchengemeinde gehört zum Kirchenbezirk Blaubeuren in der Evangelischen Landeskirche in Württemberg. Das Bauwerk ist beim Landesamt für Denkmalpflege Baden-Württemberg als Baudenkmal eingetragen.

## Beschreibung

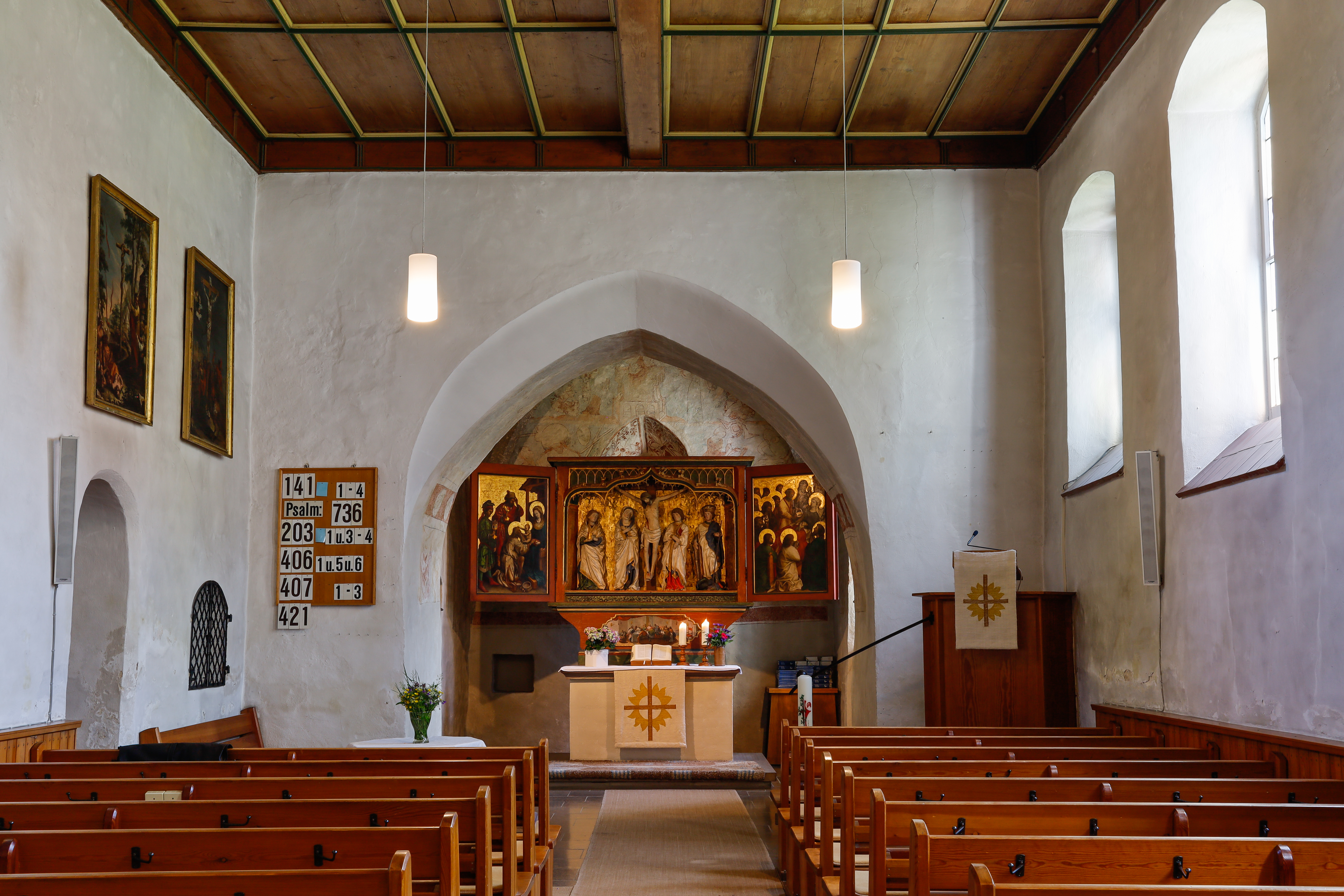
Innenraum (2020)

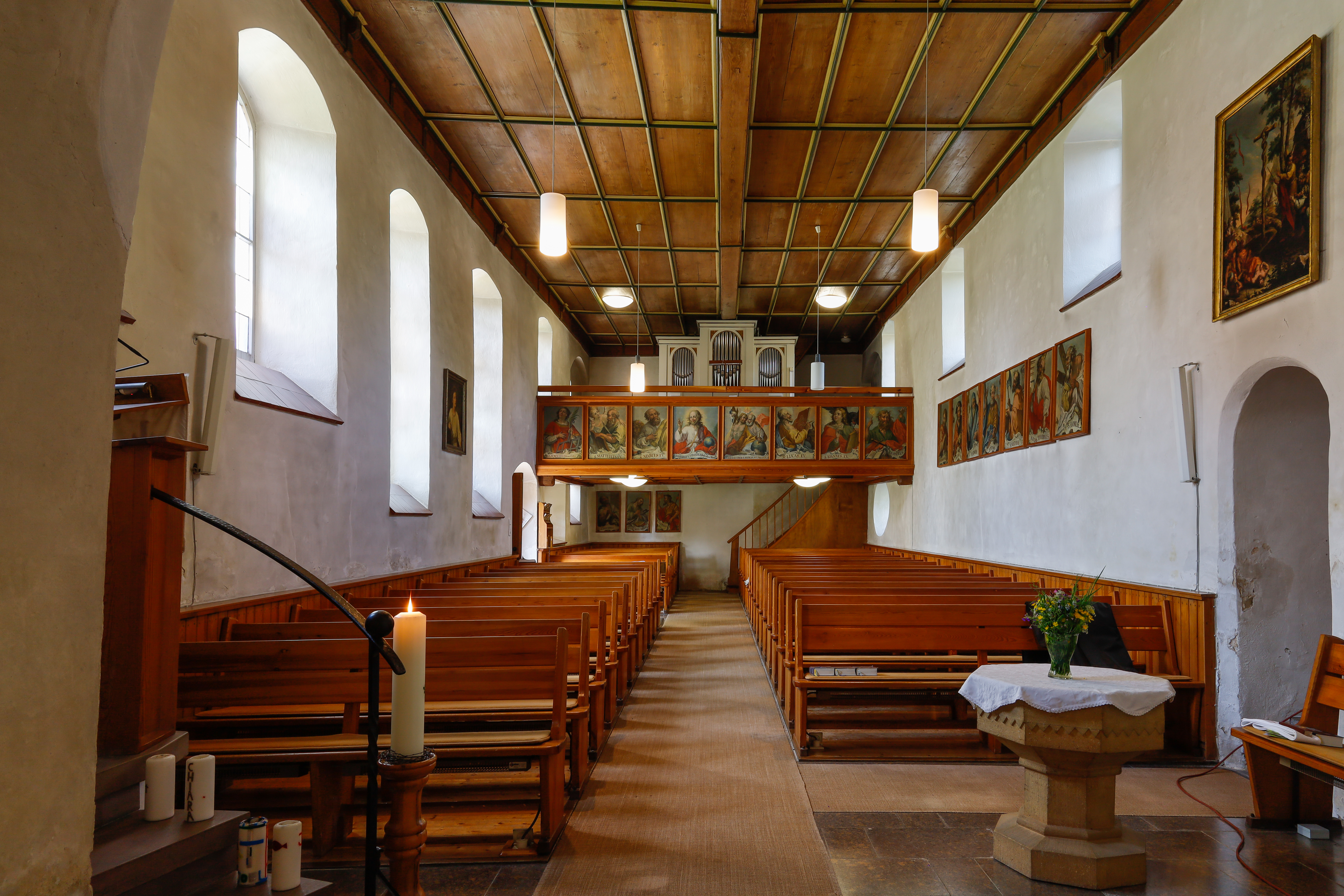
Blick zur Orgel

Das Langhaus wurde im frühen 18. Jahrhundert an den Chorturm, der im Kern aus dem 11. Jahrhundert stammt, nach Westen angebaut. Das oberste Geschoss des aufgestockten Chorturms beherbergt die Turmuhr und den Glockenstuhl. Darauf sitzt ein Pyramidendach.
Der Chor, das heißt das Erdgeschoss des Chorturms, ist mit einem Kreuzrippengewölbe überspannt, das Langhaus mit einer Kassettendecke. In ihm sind fragmentarische Wandmalereien vorhanden, an der Nordseite ist die Kreuzigung dargestellt, an der Ostwand ist der Kopf des enthaupteten Johannes des Täufers zu sehen.
Der um 1450 gebaute Hochaltar, ein Flügelaltar der Ulmer Schule, stand bis 1760 im Ulmer Münster. Nach der Überführung aus Ulm wurde eine Predella errichtet, auf der Joseph Wannenmacher das Abendmahl dargestellt hat. Auf den beiden Außenflügeln verteilt ist Georg als Drachentöter gemalt. Im Mittelteil ist die Anbetung der Könige zu sehen. Die Statuetten, die den Schrein flankieren, werden der Werkstatt des Hans Multscher zugeschrieben. 
Die Orgel wurde 1854 als Opus 13 von der Giengener Orgelmanufaktur Gebr. Link gebaut.